# Vol Olympic Aviation 545
Le vol Olympic Aviation 545 est une catastrophe aérienne qui s'est produite en août 1989.

## Vol
Le jeudi 3 août 1989, un Short 330-200 immatriculé SX-BGE de la compagnie grecque Olympic Aviation s'est écrasé contre le mont Kerkis (en) (haut de 1430 mètres) alors qu'il se trouvait en phase d'approche de l'aéroport de Samos. L'avion était parti de Thessalonique et transportait 34 personnes: 31 passagers et 3 membres d'équipage. Toutes sont décédées. L'accident a eu lieu à 13h 43.
Olympic Aviation était une filiale de la compagnie nationale grecque Olympic Airlines. 